# Antonio Conte
Antonio Conte (Lecce, 31 luglio 1969) è un allenatore di calcio ed ex calciatore italiano, di ruolo centrocampista, tecnico del Napoli.
Giocatore combattivo e molto versatile tatticamente, è cresciuto nel settore giovanile del Lecce, in cui ha militato, tra giovanili e prima squadra, per nove annate e con cui ha fatto il suo esordio in Serie A. Si è poi confermarsi ad alti livelli nella Juventus, club di cui ha vestito la maglia per tredici stagioni a cavallo degli anni 1990 e 2000, diventandone capitano e simbolo in virtù della propria dedizione, tenacia e grinta: in bianconero ha vinto cinque campionati italiani, oltre a trofei internazionali quali la Coppa UEFA 1992-1993, la UEFA Champions League 1995-1996 e la Coppa Intertoto UEFA 1999. Con la nazionale italiana è stato vicecampione del mondo nel 1994 e vicecampione d'Europa nel 2000.
Ha successivamente intrapreso la carriera in panchina, affermandosi come uno dei migliori tecnici della sua generazione. Si è segnalato agli esordi per le promozioni in Serie A con Bari (2008-2009) e Siena (2010-2011). Tornato alla Juventus, questa volta da allenatore, tra il 2011 e il 2014 si è laureato campione d'Italia per tre stagioni consecutive (una striscia in precedenza riuscita ai soli Carcano, Capello e Mancini e successivamente migliorata dal solo Allegri), oltre ad avere vinto due Supercoppe italiane (2012 e 2013). Tra il 2014 e il 2016 è stato commissario tecnico della nazionale italiana, che ha guidato nella fase finale del campionato d'Europa 2016, mentre tra il 2016 e il 2018 ha allenato il Chelsea, con cui ha trionfato nella Premier League 2016-2017 e nella FA Cup 2017-2018. Dal 2019 al 2021 ha guidato l'Inter, con cui ha raggiunto la finale della UEFA Europa League 2019-2020 e conquistato lo scudetto nel 2020-2021. Nell'annata 2024-2025 ha ottenuto il suo quinto scudetto personale, sulla panchina del Napoli, divenendo così il primo allenatore nella storia della Serie A ad avere vinto il campionato con tre squadre differenti.
A livello individuale è stato eletto una volta Panchina d'argento (2009), quattro volte Panchina d'oro (2012, 2013, 2014 e 2021) e quattro volte migliore allenatore AIC (2012, 2013, 2014 e 2021), nonché miglior allenatore ai Globe Soccer Awards (2013). Nel 2022 è stato introdotto nella Hall of Fame del calcio italiano.

## Biografia
Sposato dal 2013 con Elisabetta, dalla loro unione è nata una figlia. Nel 2008 si è laureato in scienze motorie e sportive all'Università degli Studi di Foggia con il voto di 110 e lode.
Ha un fratello minore, Gianluca, che lo accompagna nello staff come match analyst e assistente tecnico.

## Caratteristiche tecniche

### Giocatore

Conte solleva la Champions League 1995-1996 vinta con la Juventus.

(Giovanni Trapattoni, 2014)

Conte in azione con la Juventus nella stagione 1992-1993.

Conte era un giocatore combattivo e forte fisicamente, abile nell'inserirsi a sorpresa in area di rigore per concludere a rete, caratteristica che lo rendeva sovente decisivo in campo: centrocampista discretamente prolifico, si segnalò per marcature d'istinto e, talvolta, acrobatiche e spettacolari. Pur non eccellendo sotto l'aspetto tecnico, infatti, col passare degli anni seppe migliorare anche sul piano del palleggio.
Il suo ruolo originale era quello di centrale di centrocampo, ma sotto la guida di Marcello Lippi ha ricoperto vari ruoli del reparto, come quello più difensivo di mediano; in virtù della sua duttilità, all'occorrenza è stato impiegato anche come esterno destro da vari allenatori.

### Allenatore

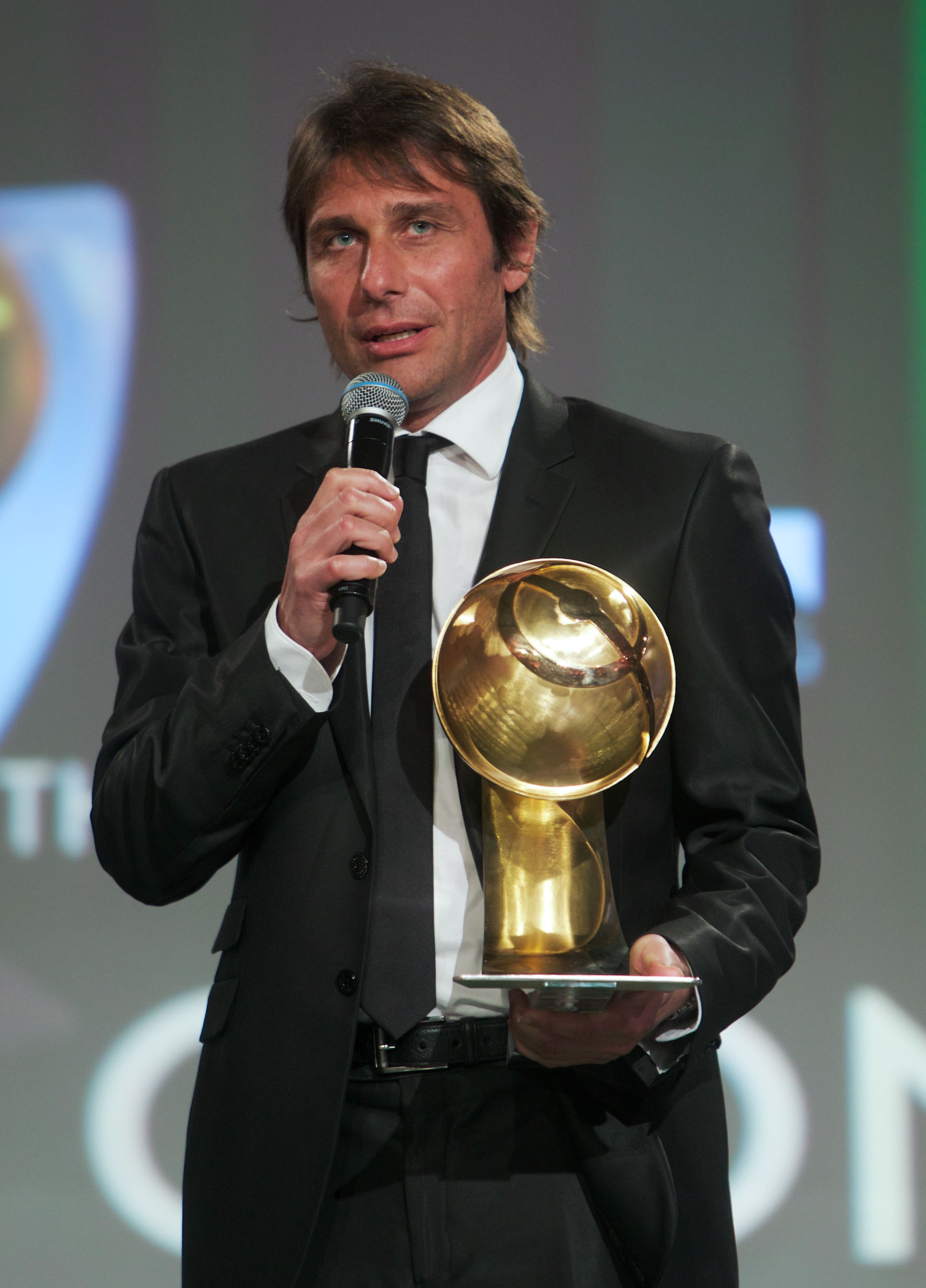
Conte premiato nel 2013 ai Globe Soccer Awards quale migliore allenatore dell'anno.

(Francesco Repice, 2025)
Tecnico dotato di forte carisma e personalità, tra i cardini della sua metodologia di lavoro c'è un «senso di competitività esasperato» tale da raggiungere livelli «instancabili e ossessivi». Proprio questa sua indole – che gli ha valso il soprannome di Martello – si è rivelata un'arma a doppio taglio nel corso della carriera in panchina: da una parte l'ha fatto salire alla ribalta per la capacità di ottenere risultati immediati, spesso ribaltando i pronostici della vigilia; dall'altra, gli strascichi di una condotta così totalizzante – «quando parli di calcio con Antonio Conte, o quando lo segui in televisione, lo vedi che è provato fisicamente, soprattutto quando perde», ha detto di lui il collega Slaven Bilić – l'hanno portato a logorare invariabilmente, repentinamente e bruscamente i rapporti con l'ambiente di turno.

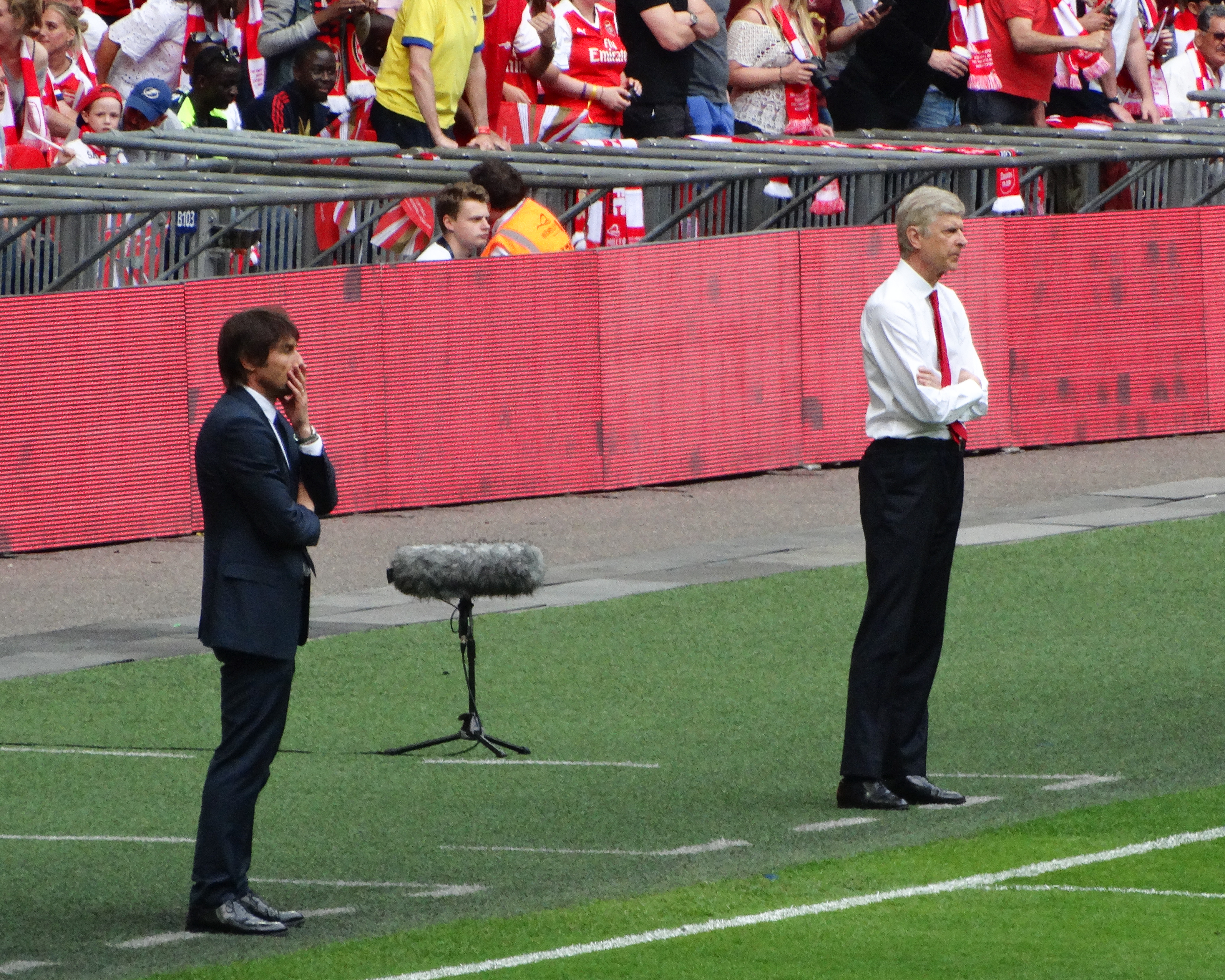
Conte (in primo piano) e il collega Arsène Wenger seguono da bordocampo l'evolversi della finale di FA Cup 2016-2017.

Per quanto concerne i suoi principi di gioco, si era fatto notare agli esordi per l'avere abbracciato stabilmente un modulo spregiudicato come il 4-2-4, scelta che gli aveva fatto guadagnare l'iniziale fama di «integralista» tattico. Negli anni seguenti ha parzialmente smentito tale nomea plasmando la sua idea di calcio in funzione degli elementi a disposizione in rosa, quindi optando anche per schieramenti similmente offensivi come il 4-3-3 e il 3-4-3, più bilanciati come il 3-4-1-2 o più coperti come il 3-5-1-1.
A conti fatti, tuttavia, è il 3-5-2 che ha finito per assurgere a «marchio di fabbrica» della sua seconda parte di carriera. Un approccio a sua volta integralista, e tutt'altro che esente da critiche, nei confronti di uno schieramento in cui Conte riversa gran parte dei suoi dettami di gioco: un ampio possesso palla e una costruzione dell'azione che passa da un playmaker difensivo e da un regista di centrocampo, con la presenza di esterni chiamati ad agire lungo tutta la fascia, sia in ripiegamento sia in proiezione offensiva. In particolare, con il passare degli anni ha palesato una crescente e quasi dogmatica propensione per la difesa a tre – di cui è riconosciuto tra i massimi teorici della sua generazione – oltreché una predilizione per calciatori tatticamente disciplinati e predisposti al sacrificio, rispetto a elementi più estrosi ma meno inclini a rispettare compiti precisi.

## Carriera

### Giocatore

#### Club

##### Lecce

Un giovane Conte con la maglia del Lecce.

Iniziato al calcio dal padre Cosimino, ex calciatore dilettante, titolare di un autonoleggio e presidente nonché factotum della Juventina Lecce, società calcistica del capoluogo salentino, Conte è ceduto al Lecce all'età di 13 anni in cambio di 200 000 lire e una fornitura di 8 palloni. Da piccolo è chierichetto e gioca a calcio al campo dell'oratorio della parrocchia di "Sant'Antonio a Fulgenzio", poi frequenta l'istituto tecnico commerciale "Francesco Calasso" di Lecce.
Cresce calcisticamente nella principale squadra della propria città, il Lecce, con cui debutta in Serie A il 6 aprile 1986, a 16 anni e 8 mesi, mandato in campo da Eugenio Fascetti nei minuti finali di Lecce-Pisa (1-1). L'arrivo di Carlo Mazzone sulla panchina giallorossa è decisivo per la maturazione mentale e fisica di Conte, il quale, nonostante la giovane età, in breve tempo diventa un elemento imprescindibile per la squadra.
Nel 1987 si frattura la tibia della gamba destra, infortunio che mette in pericolo la sua carriera agonistica e gli fa saltare quasi tutto il campionato 1987-1988, che vede i salentini ottenere la promozione in Serie A: le presenze stagionali di Conte in serie cadetta saranno solo 3. Tornato in campo nell'annata 1988-1989, allenato da Carlo Mazzone, colleziona 19 presenze. Nella stagione successiva segna il suo primo gol in Serie A, oltreché l'unico con la maglia leccese, in casa del Napoli, nella partita vinta al San Paolo per 3-2 dai partenopei, il 5 novembre 1989. Rimane l'unica rete nelle sue sette stagioni trascorse coi giallorossi, collezionando in totale 99 presenze, di cui 89 in campionato.

##### Juventus

###### 1991-1996: i primi successi
Durante la carriera a Lecce, Conte attira le attenzioni di Giovanni Trapattoni, tecnico della Juventus; nella sessione di calciomercato dell'autunno 1991, dopo 9 presenze in Serie B con i salentini, è quindi acquistato dal club torinese per 7 miliardi di lire. Il 17 novembre, alla decima giornata di campionato, debutta con la nuova squadra nella vittoria per 1-0 nel derby di Torino, subentrando nel finale a Salvatore Schillaci.

Il neoacquisto Conte accolto alla Juventus dall'allenatore Giovanni Trapattoni nell'autunno del 1991.

Per la stagione 1992-1993 diventa una pedina inamovibile della squadra bianconera. Il 16 settembre 1992 bagna con una rete il proprio esordio in Coppa UEFA, nella vittoria per 6-1 dei bianconeri contro l'Anorthōsis. Il 10 aprile decide con una doppietta (primi gol in Serie A con la maglia bianconera) il derby di Torino, vinto dalla Juventus per 2-1; questa sarà la sua prima e unica doppietta in carriera. Conte conclude la sua seconda stagione a Torino con 3 reti (2 in campionato e una in Europa) e contribuendo alla vittoria della terza Coppa UEFA nella storia bianconera: gioca da titolare la finale di andata al Westfalenstadion contro i padroni di casa del Borussia Dortmund, in cui i piemontesi ipotecano il trofeo, mentre rimane in panchina in quella di ritorno.
Nella stagione 1993-1994 Conte si conferma sui livelli della precedente, mostrandosi inoltre più prolifico sottorete. Realizza 4 gol in campionato e due in Coppa UEFA e, al termine della stagione, convince il commissario tecnico Arrigo Sacchi a convocarlo per il campionato del mondo 1994.
Con l'arrivo di Marcello Lippi sulla panchina della Juventus, Conte si trova a essere impiegato in più ruoli a centrocampo, molti di questi non sempre graditi dal giocatore. Gioca ottime partite e risulta decisivo in molte gare di Coppa UEFA. Conte conclude la sua stagione mettendo a segno 3 reti (una in campionato al Brescia e due in Coppa UEFA) e contribuendo alla vittoria dello scudetto e della Coppa Italia da parte dei bianconeri.

Conte (a destra) e il suo capitano Roberto Baggio in maglia bianconera nella stagione 1991-1992.

Il 13 settembre 1995 realizza una rete nella gara d'esordio in UEFA Champions League, quella vinta per 1-3 dai bianconeri in casa del Borussia Dortmund; qualche settimana più tardi, il 18 ottobre, sigla la propria seconda rete in Champions nella vittoria per 4-1 dei bianconeri sui Rangers. Le fatiche europee si riverberano sul cammino in campionato, dove la Juventus non riesce a difendere il titolo, ma sul piano personale Conte è ormai tra i senatori della squadra bianconera: il 20 aprile 1996 scende in campo a San Siro nel derby d'Italia indossando per la prima volta la fascia di capitano, trovando nell'occasione anche la seconda e decisiva rete che vale il successo 2-1 dei suoi.
Il successivo 22 maggio scende in campo da titolare nella finale di UEFA Champions League all'Olimpico di Roma contro l'Ajax, ma è costretto a uscire anzitempo al 44' per problemi fisici, sostituito da Vladimir Jugović; i torinesi vinceranno la competizione ai tiri di rigore mentre negli spogliatoi Conte scoprirà che l'infortunio è più grave del previsto, impedendogli di prendere parte con la nazionale al successivo campionato d'Europa 1996.

###### 1996-2001: gli anni da capitano
Nell'estate 1996, stante la partenza di Gianluca Vialli, Conte succede a quest'ultimo come nuovo capitano della squadra. La sua prima stagione con la fascia al braccio si rivela, tuttavia, molto sfortunata. Dopo avere recuperato dal problema fisico occorsogli nella finale contro l'Ajax, a novembre si infortuna nuovamente, stavolta in maniera ancora più grave, durante Italia-Georgia, riportando una rottura del legamento crociato anteriore sinistro. L'infortunio lo costringe all'operazione e a chiudere anzitempo l'annata, non consentendogli quindi di fregiarsi delle vittorie bianconere in Coppa Intercontinentale e Supercoppa UEFA e relegandolo a comprimario nel cammino verso il tricolore dei suoi compagni di squadra.

Conte alla Juventus nella stagione 1996-1997, in cui divenne il capitano della plurivittoriosa squadra di Marcello Lippi.

Torna a pieno regime per la stagione 1997-1998, che si apre con la vittoria della sua seconda Supercoppa nazionale, giocando la finale del 23 agosto 1997 vinta dalla Juventus per 3-0 sul Vicenza: nell'occasione Conte sigla la rete che fissa il risultato e che, a livello personale, pone simbolicamente fine all'annus horribilis da cui è reduce. Il successivo 31 agosto, alla prima di campionato, segna la rete del definitivo 2-0 in casa contro il Lecce, sua ex squadra; a fine stagione, con 44 presenze e 6 gol, Conte contribuisce alla vittoria dello scudetto, il suo terzo in carriera.
La stagione 1998-1999 si apre in maniera negativa sia sul piano sportivo, con la sconfitta in Supercoppa italiana contro la Lazio, sia su quello personale; perde temporaneamente i gradi di capitano per scelta dello spogliatoio – che li affida a un convalescente Alessandro Del Piero – e soprattutto entra in rotta con il tecnico Lippi, uscendo per questo dal novero dei titolari. Nella seconda parte dell'annata, con le sopravvenute dimissioni dell'allenatore viareggino e l'arrivo sulla panchina juventina di Carlo Ancelotti, Conte ritrova immediatamente centralità nell'undici bianconero: il tecnico reggiolese lo riposiziona nel ruolo di centrocampista centrale, rendendolo un intoccabile nel suo 3-5-2.
Rinfrancato e motivato dalla rinnovata leadership, Conte approfitta del nuovo modulo per cercare con più frequenza la porta. La sua verve sottorete si palesa in particolar modo nella fase a eliminazione diretta di UEFA Champions League dove il capitano juventino è protagonista, ripagando la fiducia di Ancelotti, siglando 3 gol: il 3 marzo 1999 realizza la seconda marcatura bianconera nell'andata dei quarti di finale contro l'Olympiacos; va in gol anche nella gara di ritorno, il 17 dello stesso mese, trovando nei minuti finali l'1-1 che permette ai suoi di superare in extremis il turno; infine il successivo 7 aprile porta in vantaggio la Juventus nella semifinale di andata pareggiata 1-1 in casa del Manchester Utd. Sarà proprio questa squadra, nella sfida di ritorno, a eliminare i torinesi con il risultato finale di 2-3. A fine anno, Conte eguaglia il suo record di marcature stagionali (7) stabilito l'annata precedente.

Conte in azione in maglia juventina nel campionato 1999-2000: al braccio la fascia personalizzata donatagli dagli ultras bianconeri dell'epoca, e del quale il numero otto era uno dei massimi idoli.

Nella stagione 1999-2000, nonostante l'arrivo di nuovi giocatori come Sunday Oliseh e Gianluca Zambrotta, Conte rimane titolare nel centrocampo juventino. Il 24 agosto 1999 realizza il suo primo gol stagionale, nella finale di ritorno della Coppa Intertoto UEFA, conclusa con un pareggio 2-2 sul campo del Rennes e con la conseguente vittoria del trofeo da parte bianconera. A fine stagione segna in totale 6 gol in 38 presenze complessive tra campionato e coppe e, complice la positiva annata, riceve la convocazione del commissario tecnico Dino Zoff per il campionato d'Europa 2000. Nella stagione 2000-2001, chiusa al secondo posto, totalizza 28 presenze e 3 gol.

###### 2001-2004: l'epilogo
A partire dall'annata 2001-2002, ormai trentaduenne e alle prese con un fisico falcidiato da vari acciacchi, Conte entra nella fase calante della carriera agonistica. Il ritorno sulla panchina juventina di Lippi lo priva definitivamente dei gradi di capitano a vantaggio di Del Piero e, conseguentemente, di un posto tra i titolari. Pur scivolato tra le seconde linee, in questa stagione riuscirà ancora a dare un contributo importante alla causa bianconera: ricucito man mano il rapporto col tecnico viareggino e, anche senza fascia, rimasto tra le voci più autorevoli dello spogliatoio, il centrocampista colleziona 28 presenze e un gol in un campionato che si conclude con la vittoria dello scudetto, quello del «5 maggio», passato agli annali per l'impronosticabile sorpasso all'ultima giornata sui rivali dell'Inter.
Sarà questa, a posteriori, l'ultima stagione di Conte ad alti livelli. Nel campionato 2002-2003 è impiegato sporadicamente, pur potendosi fregiare nuovamente del titolo italiano; ha inoltre modo di giocare la sua seconda finale di UEFA Champions League, persa ai rigori contro il Milan e dove, subentrato nel secondo tempo, colpisce di testa una clamorosa traversa della porta di Dida. Al termine della stagione 2003-2004 decide di ritirarsi dal calcio giocato, rifiutando un ulteriore rinnovo propostogli dalla società, sia per i sopraggiunti 35 anni d'età sia per l'ideale fine di un ciclo a Torino, con il contemporaneo e definitivo addio di Lippi alla panchina bianconera. Conte gioca la sua ultima partita in Serie A a San Siro il 4 aprile 2004, un derby d'Italia contro l'Inter (3-2), mentre l'ultima in Europa era stata il precedente 25 febbraio al Riazor di La Coruña, contro il Deportivo La Coruña (1-0). In 13 stagioni con la Juventus, ha collezionato in campionato 295 presenze e 29 gol, in totale 418 presenze e 43 gol.

#### Nazionale

Conte al suo esordio in nazionale, nel 1994, contro la.

Il suo esordio nella nazionale maggiore avviene sotto la guida di Arrigo Sacchi a 24 anni, il 27 maggio 1994, nell'amichevole premondiale contro la Finlandia; viene quindi convocato dallo stesso commissario tecnico per il campionato del mondo 1994 negli Stati Uniti d'America. Nel corso della manifestazione gioca titolare la sfida dei quarti di finale contro la Spagna e subentra nel secondo tempo nella semifinale contro la Bulgaria. Rimane in panchina nella decisiva sfida in finale contro il Brasile, persa ai tiri di rigore.
Non partecipa al campionato d'Europa 1996 in Inghilterra, a causa di un infortunio patito poche settimane prima con la Juventus nella finale di UEFA Champions League.
Convocato solo in due occasioni dal commissario tecnico Cesare Maldini, peraltro senza scendere in campo, non prende parte al campionato del mondo 1998 in Francia. Torna a giocare in nazionale il 27 marzo 1999, durante la gestione del nuovo selezionatore Dino Zoff, nella trasferta contro la Danimarca valevole per le qualificazioni al campionato d'Europa 2000: nell'occasione realizza di testa il suo primo gol in azzurro, fissando il risultato sul definitivo 1-2 per l'Italia.

Conte (accosciato, secondo da sinistra) in azzurro a Bologna nel 1999, per la gara contro il valevole per le qualificazioni al.

Viene scelto da Zoff per la fase finale dell'europeo in Belgio e nei Paesi Bassi. L'11 giugno, nella prima gara della fase a gironi contro la Turchia, Conte realizza in rovesciata il primo gol degli azzurri nel torneo, contribuendo alla vittoria dell'Italia per 2-1. Disputa anche l'altra partita della fase a gironi contro il Belgio e quella dei quarti di finale contro la Romania, dove, a causa di un fallo di Gheorghe Hagi che gli procura una lesione ai legamenti della caviglia destra, conclude in anticipo l'europeo, poi perso dall'Italia in finale, al golden goal, contro la Francia.
In maglia azzurra ha totalizzato 20 presenze e 2 reti.

### Allenatore

#### Gli inizi con Siena e Arezzo
Già sul finire della carriera agonistica, Conte aveva palesato l'intenzione di rimanere nel mondo del calcio come allenatore. Il desiderio di intraprendere questa nuova professione in seno allo staff juventino è, tuttavia, osteggiato dal neotecnico della prima squadra, Fabio Capello, così l'ex centrocampista comincia dalla panchina di un altro club bianconero, il Siena, dove nel campionato 2005-2006 va a ricoprire il ruolo di vice per Luigi De Canio.

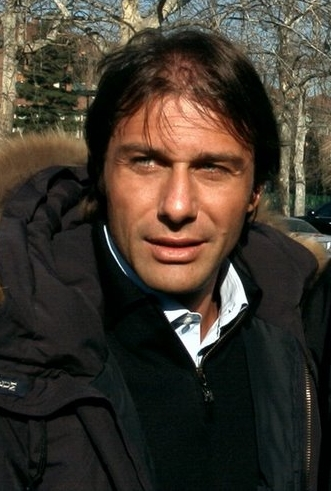
Conte nel 2005.

Della stagione successiva è la sua prima esperienza da capo allenatore, venendo chiamato a guidare l'Arezzo, che va a iniziare il campionato di Serie B con una penalizzazione di 6 punti in classifica, conseguenza di Calciopoli. Dopo un pessimo avvio che vede la formazione amaranto stagnare sul fondo della graduatoria, Conte viene esonerato il 31 ottobre 2006 e sostituito da Maurizio Sarri; viene richiamato il 13 marzo 2007, subentrando allo stesso Sarri e ritrovando la squadra ancora all'ultimo posto. Questa volta l'avvicendamento sortisce effetti e, con 24 punti nelle ultime 10 partite, Conte trascina gli aretini a sfiorare una salvezza che appariva insperata fino a poche settimane prima, ma infine sfuggita all'ultima giornata. Senza la succitata penalizzazione, l'Arezzo si sarebbe classificato undicesimo, evitando agevolmente il declassamento in Serie C1.

#### Bari
Il 28 dicembre 2007 diventa il nuovo allenatore del Bari, subentrando al dimissionario Giuseppe Materazzi; quella con i galletti pugliesi è per lui la seconda esperienza sulla panchina di una squadra di Serie B. Ottiene la salvezza anticipatamente piazzandosi a metà classifica, segnalandosi inoltre per la vittoria del derby pugliese contro il Lecce, fatto che porta a forti attriti con i suoi conterranei salentini.
Per la stagione 2008-2009, conferma l'impegno con il Bari nella serie cadetta. In Puglia schiera un modulo che ha nelle fasce offensive il suo punto di forza, ispirato al modulo adottato da Gian Piero Ventura al Pisa nella stagione precedente; il Bari di Conte si proietta da solo in testa alla classifica e ottiene infine, dopo otto anni, la promozione in Serie A, matematicamente giunta l'8 maggio 2009, con quattro giornate di anticipo, a seguito della sconfitta del rivale Livorno con la Triestina. Il 2 giugno Conte accetta inizialmente il rinnovo del contratto con il club pugliese, tuttavia, dopo tre settimane, risolve consensualmente l'accordo con la società biancorossa.

#### Atalanta, ritorno a Siena

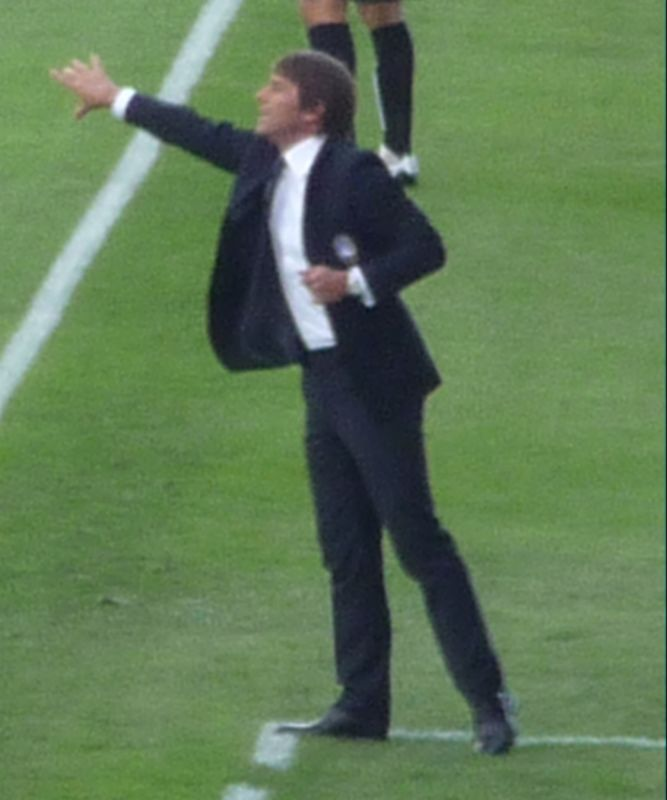
Conte nel 2009, durante la sua breve esperienza da tecnico dell'Atalanta.

Dopo quasi tre mesi dall'addio al Bari, il 21 settembre 2009 è ingaggiato in Serie A dall'Atalanta, subentrando all'esonerato Angelo Gregucci. Alla prima panchina in massima categoria, in casa col Catania (0-0), Conte è espulso per proteste. La prima vittoria in A è il 18 ottobre, sul campo dell'Udinese. Dopo aver ottenuto 13 punti in 13 partite (3 vittorie, 4 pareggi, 6 sconfitte), si dimette il 7 gennaio 2010, in seguito alla sconfitta rimediata in casa col Napoli. Il successivo 1º febbraio, vince il premio Panchina d'argento della stagione 2008-2009 per avere riportato il Bari nella massima divisione; il premio è istituito dal settore tecnico della Federcalcio e riservato agli allenatori della Serie B che si siano particolarmente distinti durante il campionato.
Il 23 maggio 2010 diventa allenatore del neoretrocesso Siena, ritornando sulla panchina dove, da vice di Luigi De Canio, aveva iniziato il percorso da tecnico. Con i toscani ottiene il secondo posto finale in campionato, che vale la promozione diretta in Serie A (seconda della sua carriera dopo quella con il Bari) con tre giornate di anticipo.

#### Juventus
Ormai considerato tra i migliori tecnici emergenti della sua generazione, il 31 maggio 2011 Conte ritorna dopo sette anni in seno alla squadra di cui era stato bandiera e capitano da calciatore, la Juventus: il presidente Andrea Agnelli gli affida il difficile compito di riportare la squadra bianconera, ancora a secco di successi nel post-Calciopoli e in uno dei momenti sportivamente più difficili della sua storia, ai vertici del calcio italiano.
Il successivo 11 settembre debutta sulla panchina juventina, all'esordio in campionato, con una vittoria per 4-1 il Parma, peraltro nel giorno dell'inaugurazione dello Juventus Stadium. Il successivo 25 ottobre, alla nona giornata del campionato, la squadra si impone per 2-1 contro la Fiorentina, portando la Juventus in solitaria alla testa della classifica, evento che non accadeva da cinque anni, dalla stagione 2005-2006.
Con la vittoria esterna a Lecce dell'8 gennaio 2012, Conte entra nella storia della Juventus eguagliando il record della stagione 1949-1950 con 17 risultati utili consecutivi dalla prima di campionato. La settimana dopo supera il record stabilendone uno nuovo di 18 risultati utili consecutivi da inizio campionato, col pareggio interno col Cagliari (1-1). Una settimana dopo la Juventus ottiene il titolo d'inverno dopo avere battuto 0-2 l'Atalanta. Chiude imbattuto il girone d'andata con 11 vittorie, 8 pareggi, 0 sconfitte.

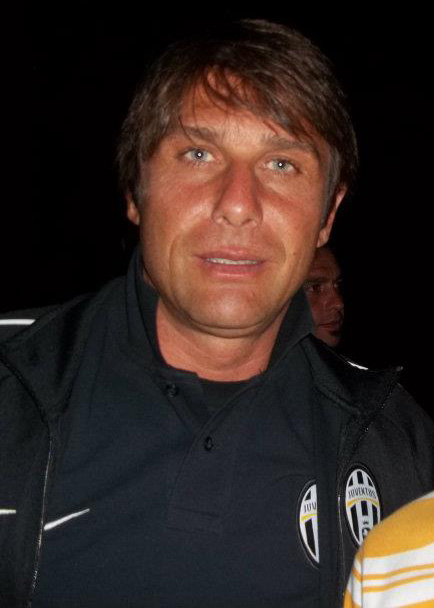
Conte nel 2012 alla guida della Juventus.

Il 12 marzo una giuria di esperti, giornalisti e dirigenti sportivi decreta Conte vincitore del Premio Maestrelli per la stagione in corso, precedendo i colleghi Guidolin e Mazzarri. Il 6 maggio vince il suo primo campionato da allenatore battendo 2-0 il Cagliari a Trieste (campo neutro) alla 37ª giornata, grazie anche alla contemporanea sconfitta del rivale Milan nel derby milanese, portando il distacco a 4 punti. Conclude il campionato raccogliendo 23 vittorie e 15 pareggi, mantenendo l'imbattibilità. La striscia di risultati utili consecutivi termina il 20 maggio, quando la Juventus perde 2-0 col Napoli, nella finale di Coppa Italia.
L'11 agosto 2012, a Pechino, vince la sua prima Supercoppa italiana da allenatore, battendo ancora il Napoli 4-2. Il 5 maggio 2013, con tre giornate di anticipo, ottiene il secondo scudetto consecutivo alla guida della Juventus: diventa il quinto tecnico bianconero capace di vincere due campionati nazionali nei primi due anni a Torino, dopo Carcano (1930-1931 e 1931-1932), Parola (1959-1960 e 1960-1961), Vycpálek (1971-1972 e 1972-1973) e Trapattoni (1976-1977 e 1977-1978). Nella medesima stagione fa il suo esordio in UEFA Champions League da allenatore, guidando i piemontesi fino ai quarti di finale, dove vengono eliminati dal Bayern Monaco, futuro vincitore dell'edizione.
Il 18 agosto 2013 vince la sua seconda Supercoppa italiana battendo 4-0 la Lazio all'Olimpico di Roma. Il 12 gennaio 2014 ottiene il record di 11 vittorie consecutive, superando il precedente primato del Quinquennio d'oro di Carcano. Il 4 maggio è campione d'Italia per il terzo anno di fila, in virtù della sconfitta della rivale Roma a Catania. Oltre a ciò, sul piano personale, il tecnico, al suo terzo scudetto in panchina, entra nel novero dei colleghi più titolati nel campionato italiano di calcio, appaiando colleghi quali Garbutt, Herrera, Mancini e Weisz. A fine torneo la Vecchia Signora taglia due traguardi storici: 102 punti in campionato – record europeo – e totale imbattibilità casalinga con 57 punti ottenuti su altrettanti disponibili.
Nella stessa stagione porta la Juventus in semifinale di UEFA Europa League, dov'è estromessa dal Benfica: un'eliminazione cocente per i tifosi bianconeri che, per la prima volta in questo ciclo, non risparmiano critiche a Conte nella gestione del doppio confronto coi lusitani e, in generale, del doppio impegno campionato-coppa; fatto che a posteriori comincia a incrinare il fin lì saldo rapporto tra il tecnico e l'ambiente torinese. La situazione pare appianarsi nelle settimane seguenti, quando la società conferma il tecnico in panchina anche per la stagione seguente; tuttavia il 15 luglio 2014, a ritiro estivo iniziato, a sorpresa Conte, entrato definitivamente in rotta con la dirigenza juventina circa i piani futuri della squadra, si dimette risolvendo il proprio contratto.

#### Nazionale italiana

Conte (al centro) dà indicazioni ai suoi dalla panchina azzurra, durante la trasferta di Baku contro l' valevole per le qualificazioni al.

Il 14 agosto 2014 si accorda con la FIGC per ricoprire, fino al campionato d'Europa 2016, il doppio incarico di commissario tecnico della nazionale italiana e di coordinatore delle squadre giovanili azzurre. Il 4 settembre esordisce sulla panchina dell'Italia con una vittoria, sconfiggendo 2-0 in amichevole i Paesi Bassi. Il 10 ottobre 2015, con la vittoria per 3-1 a Baku contro l'Azerbaigian, raggiunge la qualificazione all'europeo.
Alla fase finale in Francia, l'Italia vince il proprio girone con due vittorie contro il Belgio per 2-0 e contro la Svezia per 1-0 e subendo una sconfitta contro l'Irlanda per 1-0, qualificandosi per gli ottavi di finale, dove gli azzurri battono 2-0 i campioni in carica della Spagna. Nei quarti di finale l'Italia cede il passo alla Germania dopo i tiri di rigore, in una gara che mette la parola fine all'esperienza di Conte in azzurro: il club inglese del Chelsea aveva infatti ufficializzato, tre mesi prima, l'ingaggio di Conte come proprio allenatore a partire dalla stagione di Premier League 2016-2017.

#### Chelsea
Il 14 luglio 2016 s'insedia quale nuovo tecnico del Chelsea. Il 15 agosto ottiene la sua prima vittoria sulla panchina dei Blues durante il derby londinese contro il West Ham Utd, per 2-1. Il 12 maggio 2017, vincendo per 1-0 sul campo del West Bromwich, il tecnico si laurea campione d'Inghilterra alla stagione d'esordio e con due turni di anticipo; è il quarto allenatore italiano ad aggiudicarsi il titolo inglese dopo Carlo Ancelotti, Roberto Mancini e Claudio Ranieri. Arriva inoltre in finale di FA Cup, venendo però sconfitto dai concittadini dell'Arsenal.

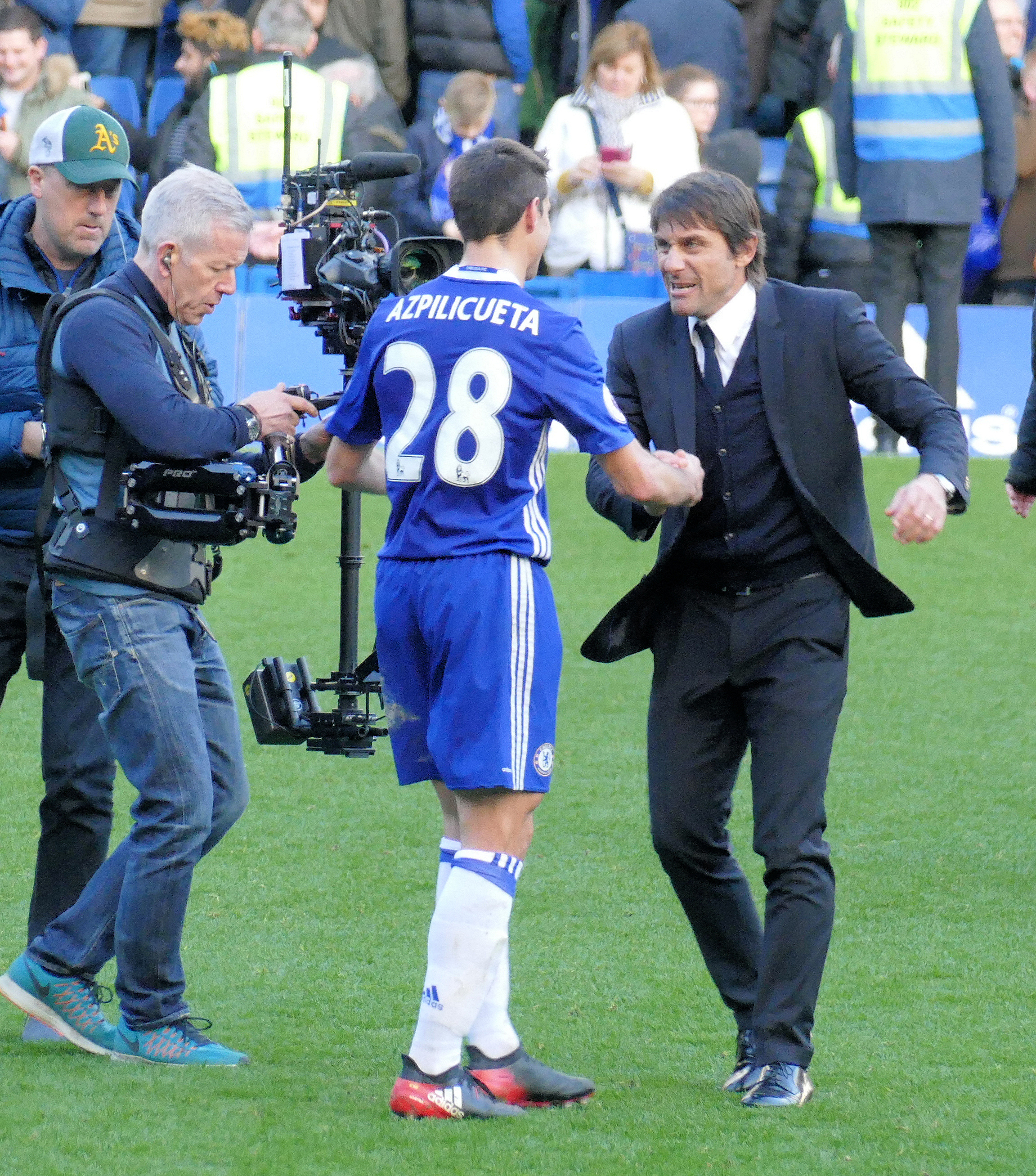
Conte (a destra) al Chelsea nel 2016, mentre festeggia con il suo giocatore César Azpilicueta dopo una vittoria a Stamford Bridge.

Alla positiva annata d'esordio, tuttavia, fa seguito una più negativa sul piano sportivo e, ancor più, ambientale. Sconfitto ancora dai Gunners nella sfida di Community Shield, nel corso dell'annata il Chelsea, dopo aver superato come secondo classificato un difficile girone di UEFA Champions League comprendente Roma, Atlético Madrid e Qarabağ, viene eliminato agli ottavi di finale dal Barcellona; in campionato non riesce a difendere il titolo, chiudendo la classifica al quinto posto e fallendo l'obiettivo minimo della qualificazione in Champions. La vittoria a fine stagione dell'ottava FA Cup della storia Blues, raggiunta battendo in finale il Manchester Utd per 1-0, non riesce a ricucire i rapporti tra Conte e la società londinese, che il 13 luglio 2018 annuncia l'esonero dell'allenatore leccese.

#### Inter
Dopo un anno sabbatico e a distanza di cinque anni dalla sua precedente esperienza in Serie A, il 31 maggio 2019 diventa il nuovo allenatore dell'Inter, in sostituzione di Luciano Spalletti. Il debutto in nerazzurro è del 26 agosto seguente, in campionato, battendo per 4-0 a San Siro la squadra dei suoi esordi, il Lecce. L'arrivo sulla panchina interista di una storica ex bandiera juventina rinfocola immediatamente la più grande rivalità del calcio italiano e, nello specifico, divide nettamente gli animi della tifoseria nerazzurra; ciò nonostante, a Milano il tecnico è protagonista di un positivo avvio, rigenerando repentinamente un ambiente che, negli anni precedenti, raramente aveva saputo essere protagonista: vince le prime sei gare di campionato, stracittadina compresa, un filotto che in casa nerazzurra aveva l'unico precedente nel torneo 1966-1967 con Helenio Herrera in panchina.
Il 6 gennaio 2020, con la vittoria per 3-1 al San Paolo sul Napoli, Conte raggiunge le 100 vittorie in Serie A da allenatore, il più veloce a tagliare questo traguardo nella storia del campionato italiano. Il successivo 9 febbraio, vincendo anche il derby di ritorno, diventa il primo tecnico interista a fare sue entrambe le stracittadine alla sua stagione di esordio, dopo Carlo Carcano nell'annata 1945-1946. Proprio dopo il derby, che aveva proiettato la squadra in testa alla classifica, questa accusa una flessione di risultati, lasciando definitivamente la vetta; il tecnico salentino porta comunque i lombardi al secondo posto finale – piazzamento che mancava dall'edizione 2010-2011 –, dietro alla sola Juventus campione con due turni di anticipo. Di rilievo anche il cammino stagionale nelle coppe europee, seppur a due facce: smaltita la delusione per la precoce eliminazione nella fase a gironi di UEFA Champions League, in UEFA Europa League gli uomini di Conte raggiungono l'atto conclusivo del torneo – a ventidue anni dall'ultima volta nella manifestazione e a dieci dall'ultima finale europea assoluta per i nerazzurri –, dove tuttavia non riescono a sollevare il trofeo, venendo sconfitti per 3-2 dal Siviglia.
L'inizio del campionato successivo è contrassegnato da risultati altalenanti nei primi due mesi, che tuttavia tengono la squadra a contatto con le posizioni di vertice; al ritorno dalla sosta di novembre, l'Inter inanella una striscia di otto vittorie consecutive che la proietta al secondo posto, a ridosso del Milan poi campione d'inverno. Dopo qualche passo falso sul finire del girone di andata, chiuso alle spalle dei concittadini, all'inizio della tornata conclusiva i nerazzurri ottengono undici successi consecutivi e ipotecano il tricolore. Il 2 maggio 2021, grazie alla vittoria sul Crotone e complice il pareggio della rivale Atalanta con il Sassuolo, l'Inter si laurea campione d'Italia con quattro giornate d'anticipo: per Conte, che riporta il titolo ai meneghini dopo undici anni, si tratta del quarto campionato italiano vinto da allenatore e del quinto in assoluto, contando anche quello con il Chelsea. Nuovamente deludenti, invece, sono i percorsi nelle coppe, con l'unico acuto della semifinale di Coppa Italia. Nonostante il successo tricolore, il 26 maggio 2021 arriva la repentina risoluzione contrattuale tra l'allenatore e il club milanese, alla luce delle divergenze d'intenti sul futuro della squadra.

#### Tottenham
Il 2 novembre 2021 subentra a stagione in corso alla guida del Tottenham, in sostituzione dell'esonerato Nuno Espírito Santo. Due giorni dopo debutta sulla panchina dei londinesi, vincendo per 3-2 la gara interna a New White Hart Lane contro il Vitesse valevole per la fase a gironi di UEFA Europa Conference League. In Premier League, dopo lo 0-0 al debutto a Goodison Park con l'Everton, la prima vittoria arriva il 21 novembre grazie al 2-1 casalingo sul Leeds Utd. Il 29 dicembre seguente, a seguito del pareggio sul campo del Southampton diventa il primo allenatore degli Spurs a rimanere imbattuto in campionato nelle prime sette gare disputate (4 vittorie e 3 pareggi), superando Jacques Santini e Tim Sherwood, entrambi fermi a sei con rispettivamente due vittorie e quattro pareggi il primo e cinque vittorie e un pareggio il secondo. Chiude il campionato al quarto posto, riportando il Tottenham in UEFA Champions League dopo un biennio.
La stagione seguente si rivela difficile, sia sul piano sportivo sia personale. Dapprima, nell'ottobre 2022 muore improvvisamente, a causa di una leucemia mieloide acuta, il preparatore atletico della squadra londinese, Giampiero Ventrone, a cui Conte aveva legato gran parte dei suoi trascorsi da calciatore e poi da allenatore; quindi nel febbraio 2023 lo stesso tecnico salentino è costretto a lasciare temporaneamente la guida degli Spurs, per i postumi di un intervento di asportazione della cistifellea e successivo periodo di convalescenza, venendo sostituito in panchina dal suo vice Cristian Stellini. A fronte di cammini insoddisfacenti sia in campo nazionale sia internazionale, nelle settimane seguenti il rapporto tra Conte e l'ambiente entra definitivamente in crisi: il 26 marzo 2023 la società inglese ufficializza la risoluzione contrattuale col tecnico.

#### Napoli
Dopo un anno sabbatico, il 5 giugno 2024 viene nominato tecnico del Napoli, in Serie A. Debutta sulla panchina azzurra il successivo 10 agosto, in occasione dei trentaduesimi di Coppa Italia, nella gara interna contro il Modena pareggiata per 0-0, superando poi il turno ai tiri di rigore; il cammino degli azzurri nella competizione si arresterà poi agli ottavi di finale, sconfitti per 3-1 dalla Lazio. Anche l'esordio in campionato è negativo, con una sconfitta per 3-0 sul campo del Verona: nelle partite successive, però, l'undici di Conte inverte repentinamente la rotta e s'inserisce nella lotta-scudetto, facendo suo il simbolico titolo d'inverno al giro di boa del torneo. Al termine della stagione, dopo un lungo testa a testa fino all'ultima giornata con l'Inter, Conte conduce il Napoli alla conquista del quarto scudetto nella storia del club, nonché quinto personale: con questo successo, il tecnico leccese diventa il primo ad avere vinto il campionato italiano con tre squadre differenti (Juventus, Inter e Napoli).

## Controversie
Il 26 luglio 2012, Conte viene deferito dalla Procura Federale nell'ambito del terzo filone dell'inchiesta sportiva sul calcioscommesse, con l'accusa di omessa denuncia in relazione alle partite Novara-Siena 2-2 e AlbinoLeffe-Siena 1-0 del campionato di Serie B 2010-2011, quando sedeva sulla panchina senese. Il successivo 1º agosto la Commissione Disciplinare definisce «non congrua» l'istanza di patteggiamento a 3 mesi e 200 000 euro concordata tra il procuratore Palazzi e i legali del tecnico; caduta ogni possibilità di un nuovo accordo tra le parti, il giorno seguente viene resa nota la richiesta di 15 mesi di squalifica da parte della Procura Federale.
Il 10 agosto 2012, l'allenatore viene squalificato per 10 mesi dalla Commissione Disciplinare della Federcalcio. Il 22 dello stesso mese, lo stop viene confermato dalla Corte Federale che riformula parzialmente la decisione della Disciplinare, prosciogliendo allenatore per Novara-Siena, ma ribadendo la squalifica di 10 mesi per l'omessa denuncia di Albinoleffe-Siena. Il 29 agosto il tecnico presenta ricorso al Tribunale Nazionale d'Arbitrato per lo Sport (TNAS) del CONI per ottenere la procedura d'urgenza e la sospensione cautelare della squalifica; il presidente del TNAS accoglie l'istanza di urgenza del ricorso, respingendo invece quella cautelare per neutralizzare la squalifica, con un rimando su questa decisione ai giudici dell'arbitrato competenti. Il 5 ottobre 2012, il TNAS riduce la squalifica inflitta in secondo grado a 4 mesi, consentendo al tecnico di tornare in panchina a partire dal successivo 8 dicembre.
Sul fronte della giustizia ordinaria, il 7 luglio 2015 la Procura di Cremona chiede il rinvio a giudizio per Conte e altri 103 indagati con l'accusa di frode sportiva in relazione alla partita AlbinoLeffe-Siena, mentre per Novara-Siena il PM Di Martino chiede l'archiviazione così come per l'originaria accusa di associazione a delinquere. Il 5 aprile 2016 la procura cremonese chiede per Conte 6 mesi di reclusione con pena sospesa e 8 000 euro di multa, anziché 8 mesi, considerando lo sconto di un terzo previsto dal rito abbreviato: il 16 maggio seguente Conte viene assolto dal giudice dell'udienza preliminare «per non aver commesso il fatto».

## Statistiche

### Statistiche da calciatore

#### Presenze e reti nei club
| Stagione        | Squadra         | Campionato      | Campionato | Campionato | Coppe nazionali | Coppe nazionali | Coppe nazionali | Coppe continentali | Coppe continentali | Coppe continentali | Altre coppe | Altre coppe | Altre coppe | Totale | Totale |
| Stagione        | Squadra         | Comp            | Pres       | Reti       | Comp            | Pres            | Reti            | Comp               | Pres               | Reti               | Comp        | Pres        | Reti        | Pres   | Reti   |
| --------------- | --------------- | --------------- | ---------- | ---------- | --------------- | --------------- | --------------- | ------------------ | ------------------ | ------------------ | ----------- | ----------- | ----------- | ------ | ------ |
| 1985-1986       | Lecce           | A               | 2          | 0          | CI              | 0               | 0               | -                  | -                  | -                  | TE          | -           | -           | 2      | 0      |
| 1986-1987       | Lecce           | B               | 0          | 0          | CI              | 2               | 0               | -                  | -                  | -                  | -           | -           | -           | 2      | 0      |
| 1987-1988       | Lecce           | B               | 3          | 0          | CI              | 2               | 0               | -                  | -                  | -                  | -           | -           | -           | 5      | 0      |
| 1988-1989       | Lecce           | A               | 19         | 0          | CI              | 2               | 0               | -                  | -                  | -                  | -           | -           | -           | 21     | 0      |
| 1989-1990       | Lecce           | A               | 28         | 1          | CI              | 1               | 0               | -                  | -                  | -                  | -           | -           | -           | 29     | 1      |
| 1990-1991       | Lecce           | A               | 28         | 0          | CI              | 3               | 0               | -                  | -                  | -                  | -           | -           | -           | 31     | 0      |
| lug.-nov. 1991  | Lecce           | B               | 9          | 0          | CI              | 0               | 0               | -                  | -                  | -                  | -           | -           | -           | 9      | 0      |
| Totale Lecce    | Totale Lecce    | Totale Lecce    | 89         | 1          |                 | 10              | 0               |                    | -                  | -                  |             | -           | -           | 99     | 1      |
| nov. 1991-1992  | Juventus        | A               | 14         | 0          | CI              | 6               | 0               | -                  | -                  | -                  | -           | -           | -           | 20     | 0      |
| 1992-1993       | Juventus        | A               | 31         | 2          | CI              | 6               | 0               | CU                 | 10                 | 1                  | -           | -           | -           | 47     | 3      |
| 1993-1994       | Juventus        | A               | 32         | 4          | CI              | 1               | 0               | CU                 | 8                  | 0                  | -           | -           | -           | 41     | 4      |
| 1994-1995       | Juventus        | A               | 23         | 1          | CI              | 4               | 0               | CU                 | 5                  | 2                  | -           | -           | -           | 32     | 3      |
| 1995-1996       | Juventus        | A               | 29         | 5          | CI              | 2               | 0               | UCL                | 9                  | 2                  | SI          | 1           | 0           | 41     | 7      |
| 1996-1997       | Juventus        | A               | 6          | 0          | CI              | 1               | 1               | UCL                | 3                  | 0                  | SU+CInt     | -           | -           | 10     | 1      |
| 1997-1998       | Juventus        | A               | 28         | 4          | CI              | 6               | 1               | UCL                | 9                  | 0                  | SI          | 1           | 1           | 44     | 6      |
| 1998-1999       | Juventus        | A               | 29+1       | 4          | CI              | 2               | 0               | UCL                | 6                  | 3                  | SI          | 0           | 0           | 38     | 7      |
| 1999-2000       | Juventus        | A               | 28         | 4          | CI              | 2               | 1               | Int+CU             | 4+4                | 1+1                | -           | -           | -           | 38     | 7      |
| 2000-2001       | Juventus        | A               | 21         | 2          | CI              | 2               | 1               | UCL                | 5                  | 0                  | -           | -           | -           | 28     | 3      |
| 2001-2002       | Juventus        | A               | 20         | 1          | CI              | 5               | 0               | UCL                | 4                  | 0                  | -           | -           | -           | 29     | 1      |
| 2002-2003       | Juventus        | A               | 18         | 1          | CI              | 2               | 0               | UCL                | 7                  | 0                  | SI          | -           | -           | 27     | 1      |
| 2003-2004       | Juventus        | A               | 16         | 1          | CI              | 4               | 0               | UCL                | 4                  | 0                  | SI          | 0           | 0           | 24     | 1      |
| Totale Juventus | Totale Juventus | Totale Juventus | 295+1      | 29         |                 | 43              | 4               |                    | 78                 | 10                 |             | 2           | 1           | 419    | 44     |
| Totale carriera | Totale carriera | Totale carriera | 384+1      | 30         |                 | 53              | 4               |                    | 78                 | 10                 |             | 2           | 1           | 518    | 45     |

#### Cronologia presenze e reti in nazionale
| Cronologia completa delle presenze e delle reti in nazionale ― Italia | Cronologia completa delle presenze e delle reti in nazionale ― Italia | Cronologia completa delle presenze e delle reti in nazionale ― Italia | Cronologia completa delle presenze e delle reti in nazionale ― Italia | Cronologia completa delle presenze e delle reti in nazionale ― Italia | Cronologia completa delle presenze e delle reti in nazionale ― Italia | Cronologia completa delle presenze e delle reti in nazionale ― Italia | Cronologia completa delle presenze e delle reti in nazionale ― Italia |
| Data                                                                  | Città                                                                 | In casa                                                               | Risultato                                                             | Ospiti                                                                | Competizione                                                          | Reti                                                                  | Note                                                                  |
| --------------------------------------------------------------------- | --------------------------------------------------------------------- | --------------------------------------------------------------------- | --------------------------------------------------------------------- | --------------------------------------------------------------------- | --------------------------------------------------------------------- | --------------------------------------------------------------------- | --------------------------------------------------------------------- |
| 27-5-1994                                                             | Parma                                                                 | Italia                                                                | 2 – 0                                                                 | Finlandia                                                             | Amichevole                                                            | -                                                                     | 78’                                                                   |
| 9-7-1994                                                              | Boston                                                                | Italia                                                                | 2 – 1                                                                 | Spagna                                                                | Mondiali 1994 - Quarti di finale                                      | -                                                                     | 66’                                                                   |
| 13-7-1994                                                             | New York                                                              | Italia                                                                | 2 – 1                                                                 | Bulgaria                                                              | Mondiali 1994 - Semifinale                                            | -                                                                     | 55’                                                                   |
| 29-3-1995                                                             | Kiev                                                                  | Ucraina                                                               | 0 – 2                                                                 | Italia                                                                | Qual. Euro 1996                                                       | -                                                                     | 73’                                                                   |
| 26-4-1995                                                             | Vilnius                                                               | Lituania                                                              | 0 – 1                                                                 | Italia                                                                | Qual. Euro 1996                                                       | -                                                                     | 22’                                                                   |
| 24-1-1996                                                             | Terni                                                                 | Italia                                                                | 3 – 0                                                                 | Galles                                                                | Amichevole                                                            | -                                                                     | 23’                                                                   |
| 5-10-1996                                                             | Chișinău                                                              | Moldavia                                                              | 1 – 3                                                                 | Italia                                                                | Qual. Mondiali 1998                                                   | -                                                                     |                                                                       |
| 9-10-1996                                                             | Perugia                                                               | Italia                                                                | 1 – 0                                                                 | Georgia                                                               | Qual. Mondiali 1998                                                   | -                                                                     | 60’                                                                   |
| 27-3-1999                                                             | Copenaghen                                                            | Danimarca                                                             | 1 – 2                                                                 | Italia                                                                | Qual. Euro 2000                                                       | 1                                                                     | 46’                                                                   |
| 31-3-1999                                                             | Ancona                                                                | Italia                                                                | 1 – 1                                                                 | Bielorussia                                                           | Qual. Euro 2000                                                       | -                                                                     |                                                                       |
| 28-4-1999                                                             | Zagabria                                                              | Croazia                                                               | 0 – 0                                                                 | Italia                                                                | Amichevole                                                            | -                                                                     | 57’                                                                   |
| 5-6-1999                                                              | Bologna                                                               | Italia                                                                | 4 – 0                                                                 | Galles                                                                | Qual. Euro 2000                                                       | -                                                                     |                                                                       |
| 9-6-1999                                                              | Losanna                                                               | Svizzera                                                              | 0 – 0                                                                 | Italia                                                                | Qual. Euro 2000                                                       | -                                                                     |                                                                       |
| 8-9-1999                                                              | Napoli                                                                | Italia                                                                | 2 – 3                                                                 | Danimarca                                                             | Qual. Euro 2000                                                       | -                                                                     | 70’                                                                   |
| 9-10-1999                                                             | Minsk                                                                 | Bielorussia                                                           | 0 – 0                                                                 | Italia                                                                | Qual. Euro 2000                                                       | -                                                                     |                                                                       |
| 26-4-2000                                                             | Reggio Calabria                                                       | Italia                                                                | 2 – 0                                                                 | Portogallo                                                            | Amichevole                                                            | -                                                                     | 76’                                                                   |
| 3-6-2000                                                              | Oslo                                                                  | Norvegia                                                              | 1 – 0                                                                 | Italia                                                                | Amichevole                                                            | -                                                                     | 27’                                                                   |
| 11-6-2000                                                             | Arnhem                                                                | Italia                                                                | 2 – 1                                                                 | Turchia                                                               | Euro 2000 - 1º turno                                                  | 1                                                                     |                                                                       |
| 14-6-2000                                                             | Bruxelles                                                             | Belgio                                                                | 0 – 2                                                                 | Italia                                                                | Euro 2000 - 1º turno                                                  | -                                                                     | 44’                                                                   |
| 24-6-2000                                                             | Bruxelles                                                             | Italia                                                                | 2 – 0                                                                 | Romania                                                               | Euro 2000 - Quarti di finale                                          | -                                                                     | 55’                                                                   |
| Totale                                                                |                                                                       | Presenze                                                              | 20                                                                    |                                                                       | Reti                                                                  | 2                                                                     |                                                                       |

#### Cronologia presenze e reti in nazionale Under-21
| Cronologia completa delle presenze e delle reti in nazionale ― Italia under 21 | Cronologia completa delle presenze e delle reti in nazionale ― Italia under 21 | Cronologia completa delle presenze e delle reti in nazionale ― Italia under 21 | Cronologia completa delle presenze e delle reti in nazionale ― Italia under 21 | Cronologia completa delle presenze e delle reti in nazionale ― Italia under 21 | Cronologia completa delle presenze e delle reti in nazionale ― Italia under 21 | Cronologia completa delle presenze e delle reti in nazionale ― Italia under 21 | Cronologia completa delle presenze e delle reti in nazionale ― Italia under 21 |
| Data                                                                           | Città                                                                          | In casa                                                                        | Risultato                                                                      | Ospiti                                                                         | Competizione                                                                   | Reti                                                                           | Note                                                                           |
| ------------------------------------------------------------------------------ | ------------------------------------------------------------------------------ | ------------------------------------------------------------------------------ | ------------------------------------------------------------------------------ | ------------------------------------------------------------------------------ | ------------------------------------------------------------------------------ | ------------------------------------------------------------------------------ | ------------------------------------------------------------------------------ |
| 7-2-1990                                                                       | Reggio Emilia                                                                  | Italia under 21                                                                | 1 – 0                                                                          | Grecia under 21                                                                | Amichevole                                                                     | -                                                                              |                                                                                |
| Totale                                                                         |                                                                                | Presenze                                                                       | 1                                                                              |                                                                                | Reti                                                                           | 0                                                                              |                                                                                |

### Statistiche da allenatore

#### Club
Statistiche aggiornate al 23 maggio 2025. In grassetto le competizioni vinte.
| Stagione            | Squadra          | Campionato       | Campionato | Campionato | Campionato | Campionato | Coppe nazionali | Coppe nazionali | Coppe nazionali | Coppe nazionali | Coppe nazionali | Coppe continentali | Coppe continentali | Coppe continentali | Coppe continentali | Coppe continentali | Altre coppe | Altre coppe | Altre coppe | Altre coppe | Altre coppe | Totale | Totale | Totale | Totale | % Vittorie | Piazzamento              |
| Stagione            | Squadra          | Comp             | G          | V          | N          | P          | Comp            | G               | V               | N               | P               | Comp               | G                  | V                  | N                  | P                  | Comp        | G           | V           | N           | P           | G      | V      | N      | P      | %          | Piazzamento              |
| ------------------- | ---------------- | ---------------- | ---------- | ---------- | ---------- | ---------- | --------------- | --------------- | --------------- | --------------- | --------------- | ------------------ | ------------------ | ------------------ | ------------------ | ------------------ | ----------- | ----------- | ----------- | ----------- | ----------- | ------ | ------ | ------ | ------ | ---------- | ------------------------ |
| 2006-2007           | Arezzo           | B                | 24         | 8          | 8          | 8          | CI              | 3               | 1               | 2               | 0               | -                  | -                  | -                  | -                  | -                  | -           | -           | -           | -           | -           | 27     | 9      | 10     | 8      | 33,33      | Eson., Sub., 20º (retr.) |
| gen.-giu. 2008      | Bari             | B                | 23         | 9          | 8          | 6          | CI              | -               | -               | -               | -               | -                  | -                  | -                  | -                  | -                  | -           | -           | -           | -           | -           | 23     | 9      | 8      | 6      | 39,13      | Sub., 11º                |
| 2008-2009           | Bari             | B                | 42         | 22         | 14         | 6          | CI              | 2               | 1               | 0               | 1               | -                  | -                  | -                  | -                  | -                  | -           | -           | -           | -           | -           | 44     | 23     | 14     | 7      | 52,27      | 1º (prom.)               |
| Totale Bari         | Totale Bari      | Totale Bari      | 65         | 31         | 22         | 12         |                 | 2               | 1               | 0               | 1               |                    | -                  | -                  | -                  | -                  |             | -           | -           | -           | -           | 67     | 32     | 22     | 13     | 47,76      |                          |
| set. 2009-gen. 2010 | Atalanta         | A                | 13         | 3          | 4          | 6          | CI              | 1               | 0               | 0               | 1               | -                  | -                  | -                  | -                  | -                  | -           | -           | -           | -           | -           | 14     | 3      | 4      | 7      | 21,43      | Sub., Dimis.             |
| 2010-2011           | Siena            | B                | 42         | 21         | 14         | 7          | CI              | 2               | 1               | 0               | 1               | -                  | -                  | -                  | -                  | -                  | -           | -           | -           | -           | -           | 44     | 22     | 14     | 8      | 50,00      | 2º (prom.)               |
| 2011-2012           | Juventus         | A                | 38         | 23         | 15         | 0          | CI              | 5               | 3               | 1               | 1               | -                  | -                  | -                  | -                  | -                  | -           | -           | -           | -           | -           | 43     | 26     | 16     | 1      | 60,47      | 1º                       |
| 2012-2013           | Juventus         | A                | 38         | 27         | 6          | 5          | CI              | 4               | 2               | 1               | 1               | UCL                | 10                 | 5                  | 3                  | 2                  | SI          | 1           | 1           | 0           | 0           | 53     | 35     | 10     | 8      | 66,04      | 1º                       |
| 2013-2014           | Juventus         | A                | 38         | 33         | 3          | 2          | CI              | 2               | 1               | 0               | 1               | UCL+UEL            | 6+8                | 1+5                | 3+2                | 2+1                | SI          | 1           | 1           | 0           | 0           | 55     | 41     | 8      | 6      | 74,55      | 1º                       |
| Totale Juventus     | Totale Juventus  | Totale Juventus  | 114        | 83         | 24         | 7          |                 | 11              | 6               | 2               | 3               |                    | 24                 | 11                 | 8                  | 5                  |             | 2           | 2           | 0           | 0           | 151    | 102    | 34     | 15     | 67,55      |                          |
| 2016-2017           | Chelsea          | PL               | 38         | 30         | 3          | 5          | FACup+CdL       | 6+3             | 5+2             | 0+0             | 1+1             | -                  | -                  | -                  | -                  | -                  | -           | -           | -           | -           | -           | 47     | 37     | 3      | 7      | 78,72      | 1º                       |
| 2017-2018           | Chelsea          | PL               | 38         | 21         | 7          | 10         | FACup+CdL       | 7+5             | 5+3             | 2+1             | 0+1             | UCL                | 8                  | 3                  | 3                  | 2                  | CS          | 1           | 0           | 1           | 0           | 59     | 32     | 14     | 13     | 54,24      | 5º                       |
| Totale Chelsea      | Totale Chelsea   | Totale Chelsea   | 76         | 51         | 10         | 15         |                 | 21              | 15              | 3               | 3               |                    | 8                  | 3                  | 3                  | 2                  |             | 1           | 0           | 1           | 0           | 106    | 69     | 17     | 20     | 65,09      |                          |
| 2019-2020           | Inter            | A                | 38         | 24         | 10         | 4          | CI              | 4               | 2               | 1               | 1               | UCL+UEL            | 6+6                | 2+5                | 1+0                | 3+1                | -           | -           | -           | -           | -           | 54     | 33     | 12     | 9      | 61,11      | 2º                       |
| 2020-2021           | Inter            | A                | 38         | 28         | 7          | 3          | CI              | 4               | 2               | 1               | 1               | UCL                | 6                  | 1                  | 3                  | 2                  | -           | -           | -           | -           | -           | 48     | 31     | 11     | 6      | 64,58      | 1º                       |
| Totale Inter        | Totale Inter     | Totale Inter     | 76         | 52         | 17         | 7          |                 | 8               | 4               | 2               | 2               |                    | 18                 | 8                  | 4                  | 6                  |             | -           | -           | -           | -           | 102    | 64     | 23     | 15     | 62,75      |                          |
| nov. 2021-2022      | Tottenham        | PL               | 28         | 17         | 5          | 6          | FACup+CdL       | 3+3             | 2+1             | 0+0             | 1+2             | UECL               | 3                  | 1                  | 0                  | 2                  | -           | -           | -           | -           | -           | 37     | 21     | 5      | 11     | 56,76      | Sub., 4°                 |
| 2022-mar. 2023      | Tottenham        | PL               | 28         | 15         | 4          | 9          | FACup+CdL       | 3+1             | 2+0             | 0               | 1+1             | UCL                | 8                  | 3                  | 3                  | 2                  | -           | -           | -           | -           | -           | 40     | 20     | 7      | 13     | 50,00      | Risol.                   |
| Totale Tottenham    | Totale Tottenham | Totale Tottenham | 56         | 32         | 9          | 15         |                 | 10              | 5               | 0               | 5               |                    | 11                 | 4                  | 3                  | 4                  |             | -           | -           | -           | -           | 77     | 41     | 12     | 24     | 53,25      |                          |
| 2024-2025           | Napoli           | A                | 38         | 24         | 10         | 4          | CI              | 3               | 1               | 1               | 1               | -                  | -                  | -                  | -                  | -                  | -           | -           | -           | -           | -           | 41     | 25     | 11     | 5      | 60,98      | 1º                       |
| 2025-2026           | Napoli           | A                | 0          | 0          | 0          | 0          | CI              | 0               | 0               | 0               | 0               | UCL                | 0                  | 0                  | 0                  | 0                  | SI          | 0           | 0           | 0           | 0           | 0      | 0      | 0      | 0      | —          | in corso                 |
| Totale Napoli       | Totale Napoli    | Totale Napoli    | 38         | 24         | 10         | 4          |                 | 3               | 1               | 1               | 1               |                    | 0                  | 0                  | 0                  | 0                  |             | 0           | 0           | 0           | 0           | 41     | 25     | 11     | 5      | 60,98      |                          |
| Totale carriera     | Totale carriera  | Totale carriera  | 504        | 305        | 118        | 81         |                 | 61              | 34              | 10              | 17              |                    | 61                 | 26                 | 18                 | 17                 |             | 3           | 2           | 1           | 0           | 629    | 367    | 147    | 115    | 58,35      |                          |

#### Nazionale nel dettaglio
| 2014             | Italia        | Qual. Euro 2016 | 1º nel Gruppo H, qualificato | 4  | 3  | 1 | 0 | 75,00 | 6  | 2  | +4  |
| 2015             | Italia        | Qual. Euro 2016 | 1º nel Gruppo H, qualificato | 6  | 4  | 2 | 0 | 66,67 | 10 | 5  | +5  |
| 2016             | Italia        | Euro 2016       | Quarti di finale             | 5  | 3  | 1 | 1 | 60,00 | 6  | 2  | +4  |
| Dal 2014 al 2016 | Italia        | Amichevoli      |                              | 10 | 4  | 3 | 3 | 40,00 | 12 | 12 | 0   |
| Totale Italia    | Totale Italia | Totale Italia   | Totale Italia                | 25 | 14 | 7 | 4 | 56,00 | 34 | 21 | +13 |

#### Panchine da commissario tecnico della nazionale italiana
| Cronologia completa delle presenze e delle reti in nazionale ― Italia | Cronologia completa delle presenze e delle reti in nazionale ― Italia | Cronologia completa delle presenze e delle reti in nazionale ― Italia | Cronologia completa delle presenze e delle reti in nazionale ― Italia | Cronologia completa delle presenze e delle reti in nazionale ― Italia | Cronologia completa delle presenze e delle reti in nazionale ― Italia | Cronologia completa delle presenze e delle reti in nazionale ― Italia | Cronologia completa delle presenze e delle reti in nazionale ― Italia |
| Data                                                                  | Città                                                                 | In casa                                                               | Risultato                                                             | Ospiti                                                                | Competizione                                                          | Reti                                                                  | Note                                                                  |
| --------------------------------------------------------------------- | --------------------------------------------------------------------- | --------------------------------------------------------------------- | --------------------------------------------------------------------- | --------------------------------------------------------------------- | --------------------------------------------------------------------- | --------------------------------------------------------------------- | --------------------------------------------------------------------- |
| 4-9-2014                                                              | Bari                                                                  | Italia                                                                | 2 – 0                                                                 | Paesi Bassi                                                           | Amichevole                                                            | Ciro Immobile Daniele De Rossi (rig.)                                 | Cap: D. De Rossi                                                      |
| 9-9-2014                                                              | Oslo                                                                  | Norvegia                                                              | 0 – 2                                                                 | Italia                                                                | Qual. Euro 2016                                                       | Simone Zaza Leonardo Bonucci                                          | Cap: G. Buffon                                                        |
| 10-10-2014                                                            | Palermo                                                               | Italia                                                                | 2 – 1                                                                 | Azerbaigian                                                           | Qual. Euro 2016                                                       | Giorgio Chiellini (2)                                                 | Cap: G. Buffon                                                        |
| 13-10-2014                                                            | Ta' Qali                                                              | Malta                                                                 | 0 – 1                                                                 | Italia                                                                | Qual. Euro 2016                                                       | Graziano Pellè                                                        | Cap: G. Buffon                                                        |
| 16-11-2014                                                            | Milano                                                                | Italia                                                                | 1 – 1                                                                 | Croazia                                                               | Qual. Euro 2016                                                       | Antonio Candreva                                                      | Cap: G. Buffon                                                        |
| 18-11-2014                                                            | Genova                                                                | Italia                                                                | 1 – 0                                                                 | Albania                                                               | Amichevole                                                            | Stefano Okaka                                                         | Cap: L. Bonucci                                                       |
| 28-3-2015                                                             | Sofia                                                                 | Bulgaria                                                              | 2 – 2                                                                 | Italia                                                                | Qual. Euro 2016                                                       | autorete Éder                                                         | Cap: G. Chiellini                                                     |
| 31-3-2015                                                             | Torino                                                                | Italia                                                                | 1 – 1                                                                 | Inghilterra                                                           | Amichevole                                                            | Graziano Pellè                                                        | Cap: G. Buffon                                                        |
| 12-6-2015                                                             | Spalato                                                               | Croazia                                                               | 1 – 1                                                                 | Italia                                                                | Qual. Euro 2016                                                       | Antonio Candreva (rig.)                                               | Cap: G. Buffon                                                        |
| 16-6-2015                                                             | Ginevra                                                               | Italia                                                                | 0 – 1                                                                 | Portogallo                                                            | Amichevole                                                            | -                                                                     | Cap: A.Pirlo                                                          |
| 3-9-2015                                                              | Firenze                                                               | Italia                                                                | 1 – 0                                                                 | Malta                                                                 | Qual. Euro 2016                                                       | Graziano Pellè                                                        | Cap: G. Buffon                                                        |
| 6-9-2015                                                              | Palermo                                                               | Italia                                                                | 1 – 0                                                                 | Bulgaria                                                              | Qual. Euro 2016                                                       | Daniele De Rossi (rig.)                                               | Cap: G. Buffon                                                        |
| 10-10-2015                                                            | Baku                                                                  | Azerbaigian                                                           | 1 – 3                                                                 | Italia                                                                | Qual. Euro 2016                                                       | Éder Stephan El Shaarawy Matteo Darmian                               | Cap: G. Buffon                                                        |
| 13-10-2015                                                            | Roma                                                                  | Italia                                                                | 2 – 1                                                                 | Norvegia                                                              | Qual. Euro 2016                                                       | Alessandro Florenzi Graziano Pellè                                    | Cap: G. Buffon                                                        |
| 13-11-2015                                                            | Bruxelles                                                             | Belgio                                                                | 3 – 1                                                                 | Italia                                                                | Amichevole                                                            | Antonio Candreva                                                      | Cap: G. Buffon                                                        |
| 17-11-2015                                                            | Bologna                                                               | Italia                                                                | 2 – 2                                                                 | Romania                                                               | Amichevole                                                            | Claudio Marchisio (rig.) Manolo Gabbiadini                            | Cap: G. Buffon                                                        |
| 24-3-2016                                                             | Udine                                                                 | Italia                                                                | 1 – 1                                                                 | Spagna                                                                | Amichevole                                                            | Lorenzo Insigne                                                       | Cap: G. Buffon                                                        |
| 29-3-2016                                                             | Monaco di Baviera                                                     | Germania                                                              | 4 – 1                                                                 | Italia                                                                | Amichevole                                                            | Stephan El Shaarawy                                                   | Cap: G. Buffon                                                        |
| 29-5-2016                                                             | Ta' Qali                                                              | Italia                                                                | 1 – 0                                                                 | Scozia                                                                | Amichevole                                                            | Graziano Pellè                                                        | Cap: G. Buffon                                                        |
| 6-6-2016                                                              | Verona                                                                | Italia                                                                | 2 – 0                                                                 | Finlandia                                                             | Amichevole                                                            | Antonio Candreva (rig.) Daniele De Rossi                              | Cap: G. Chiellini                                                     |
| 13-6-2016                                                             | Lione                                                                 | Belgio                                                                | 0 – 2                                                                 | Italia                                                                | Euro 2016 - 1º turno                                                  | Emanuele Giaccherini Graziano Pellè                                   | Cap: G. Buffon                                                        |
| 17-6-2016                                                             | Tolosa                                                                | Italia                                                                | 1 – 0                                                                 | Svezia                                                                | Euro 2016 - 1º turno                                                  | Éder                                                                  | Cap: G. Buffon                                                        |
| 22-6-2016                                                             | Lilla                                                                 | Italia                                                                | 0 – 1                                                                 | Irlanda                                                               | Euro 2016 - 1º turno                                                  | -                                                                     | Cap: L. Bonucci                                                       |
| 27-6-2016                                                             | Saint-Denis                                                           | Italia                                                                | 2 – 0                                                                 | Spagna                                                                | Euro 2016 - Ottavi di finale                                          | Giorgio Chiellini Graziano Pellè                                      | Cap: G. Buffon                                                        |
| 2-7-2016                                                              | Bordeaux                                                              | Germania                                                              | 1 – 1 dts (6-5 dtr)                                                   | Italia                                                                | Euro 2016 - Quarti di finale                                          | Leonardo Bonucci (rig.)                                               | Cap: G. Buffon                                                        |
| Totale                                                                |                                                                       | Presenze                                                              | 25                                                                    |                                                                       | Reti                                                                  | 34                                                                    |                                                                       |

## Palmarès

### Giocatore

#### Club

##### Competizioni nazionali
- Campionato italiano: 5

Juventus: 1994-1995, 1996-1997, 1997-1998, 2001-2002, 2002-2003

- Coppa Italia: 1

Juventus: 1994-1995
- Supercoppa italiana: 3

Juventus: 1995, 1997, 2003

##### Competizioni internazionali
- Coppa UEFA: 1

Juventus: 1992-1993
- UEFA Champions League: 1

Juventus: 1995-1996
- Coppa Intertoto UEFA: 1

Juventus: 1999

### Allenatore

#### Club
- Campionato italiano di Serie B: 1

Bari: 2008-2009
- Campionato italiano: 5

Juventus: 2011-2012, 2012-2013, 2013-2014
Inter: 2020-2021
Napoli: 2024-2025
- Supercoppa italiana: 2

Juventus: 2012, 2013
- Campionato inglese: 1

Chelsea: 2016-2017
- Coppa d'Inghilterra: 1

Chelsea: 2017-2018

#### Individuale
- Panchina d'argento: 1

2008-2009
- Panchina d'oro: 4

2011-2012, 2012-2013, 2013-2014, 2020-2021
- Gran Galà del calcio AIC: 4

Miglior allenatore: 2012, 2013, 2014, 2021
- L'allenatore dei sogni: 1

2012
- Globe Soccer Awards: 1

Miglior allenatore dell'anno: 2013
- Gazzetta Sports Awards: 2

Miglior allenatore dell'anno: 2015, 2021
- FA Premier League Manager of the Year: 1

2016-2017
- Panchina d'oro speciale: 1

2016-2017
- Inserito nella Hall of Fame del calcio italiano nella categoria Allenatore: 1

2021
- Premi Lega Serie A: 1

Miglior allenatore: 2024-2025

## Opere
- Testa, cuore e gambe, con Antonio Di Rosa, Milano, Rizzoli, 2013, ISBN 978-88-17-07450-6.
- Dare tutto, chiedere tutto, con Mauro Berruto, Milano, Mondadori, 2025, ISBN 978-88-04-79554-4.